# Renault 12CV
Renault 12CV est l’appellation commerciale d'une automobile de la marque Renault produite de 1909 à 1922.
Durant sa carrière, la voiture a connu plusieurs évolutions, correspondant à différents types :
- Renault Type AZ : (1909), nommée 12/16CV
- Renault Type BZ : (1910), nommée 12/16CV
- Renault Type CB (1910–1912), nommée 12/16CV
- Renault Type DG (1913–1914)
- Renault Type EF (1914)
- Renault Type ER (1916–1917)
- Renault Type EU (1917–1921)
- Renault Type FK (1917–1918)
- Renault Type JM (1921–1923)
- Renault Type JT (1922–1923)
- Renault Type KH (1922–1923)
- Renault Type LS (1923)
- Renault Type ME (1923–1926)

## Histoire
Au salon de l'automobile de 1905, qui s'est tenu au Grand Palais, à Paris, Renault dévoile le châssis 10 CV qui va connaître un bon succès. Le modèle séduit une assez large clientèle aisée. Pour l'année 1909, la 10CV évolue en 12CV, référencée Type AZ.
Par rapport à la 10CV, la cylindrée du moteur a été augmentée. La course passe de 75 mm à 80 mm, la cylindrée est portée de 2 120 cm3 à 2 410 cm3. La Renault 12CV n'est pas un modèle de luxe inaccessible. Le châssis 12 CV peut recevoir des carrosseries réalisées sur mesure comme le haut de gamme.
À cette époque, la codification des modèles change quasiment chaque année. La 12CV est appelée AZ en 1909, BZ en 1910, CB en 1911-1912 et DG en 1913-1914. À la veille de la première guerre mondiale, la Type DG marque l'aboutissement de la lignée des 12CV, qui reprendra après l'armistice jusqu'en 1923.
La dernière version de la 12CV, la DG, a été lancée dans une période troublée. Louis Renault vient de révolutionner l'usine de Billancourt en y appliquant le système imaginé par Taylor, la fabrication à la chaîne. Cette modification du travail n'est pas acceptée par les ouvriers et une grève éclate en février 1913. Elle durera plus d'un mois. Son moteur a encore évolué, la course reste inchangée à 80 mm mais l’alésage passe à 130 mm, ce qui porte la cylindré à 2 610 cm3. À cette époque, la puissance réelle des moteurs n'est pas divulguée mais il semble que la 12CV DG atteint la vitesse de 65 km/h au lieu de 60 Km/h du modèle précédent, avec une boîte de vitesses à 4 rapports au lieu de 3.
La 12CV dispose d'un système d'éclairage mais les roues démontables sont en option.
La 12 CV est disponible avec un châssis standard, empattement de 3,06 m ou un châssis long,  surbaissé avec un empattement de 3,30 mètres.

## Galerie

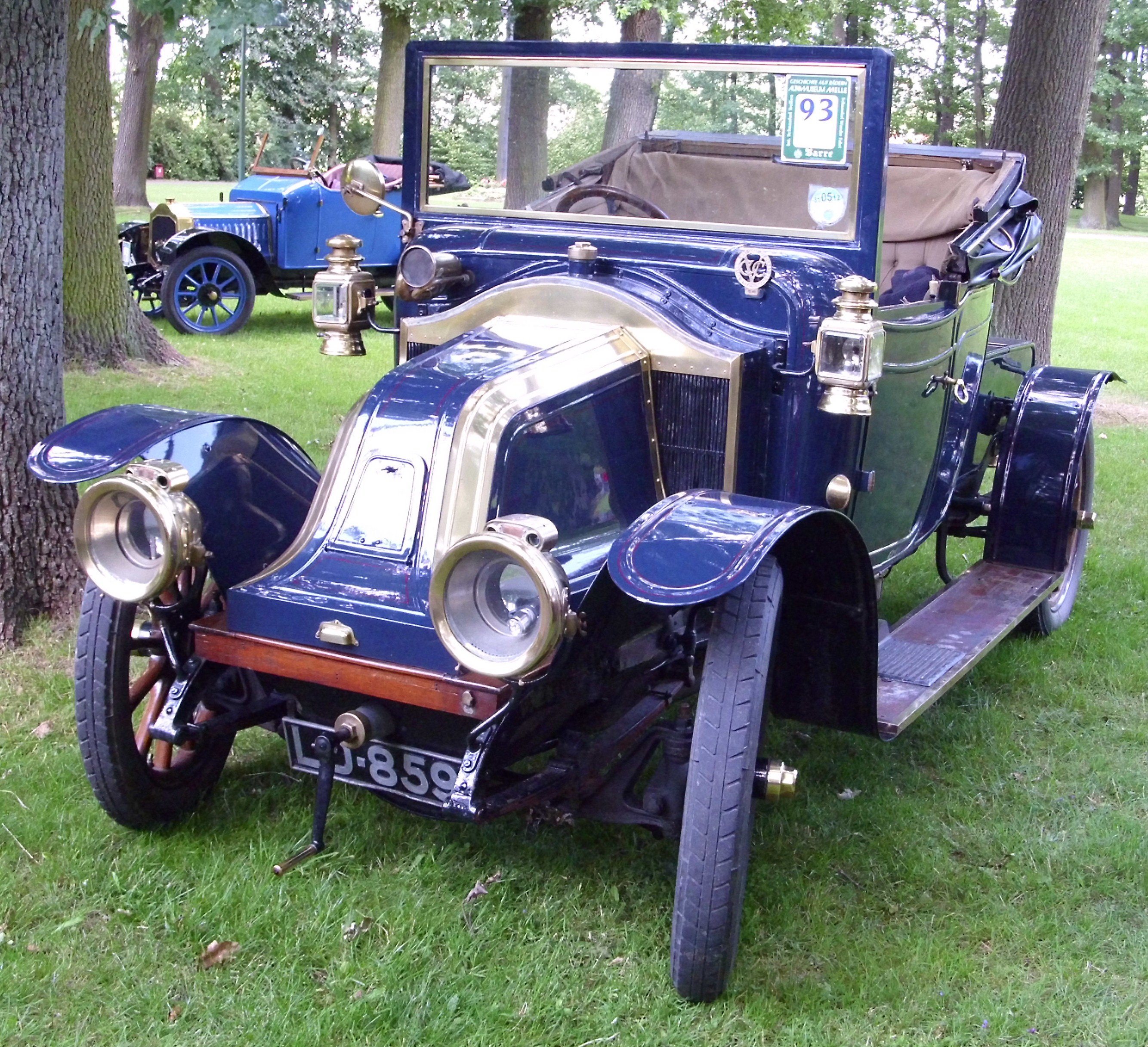
Renault Type BZ Torpedo

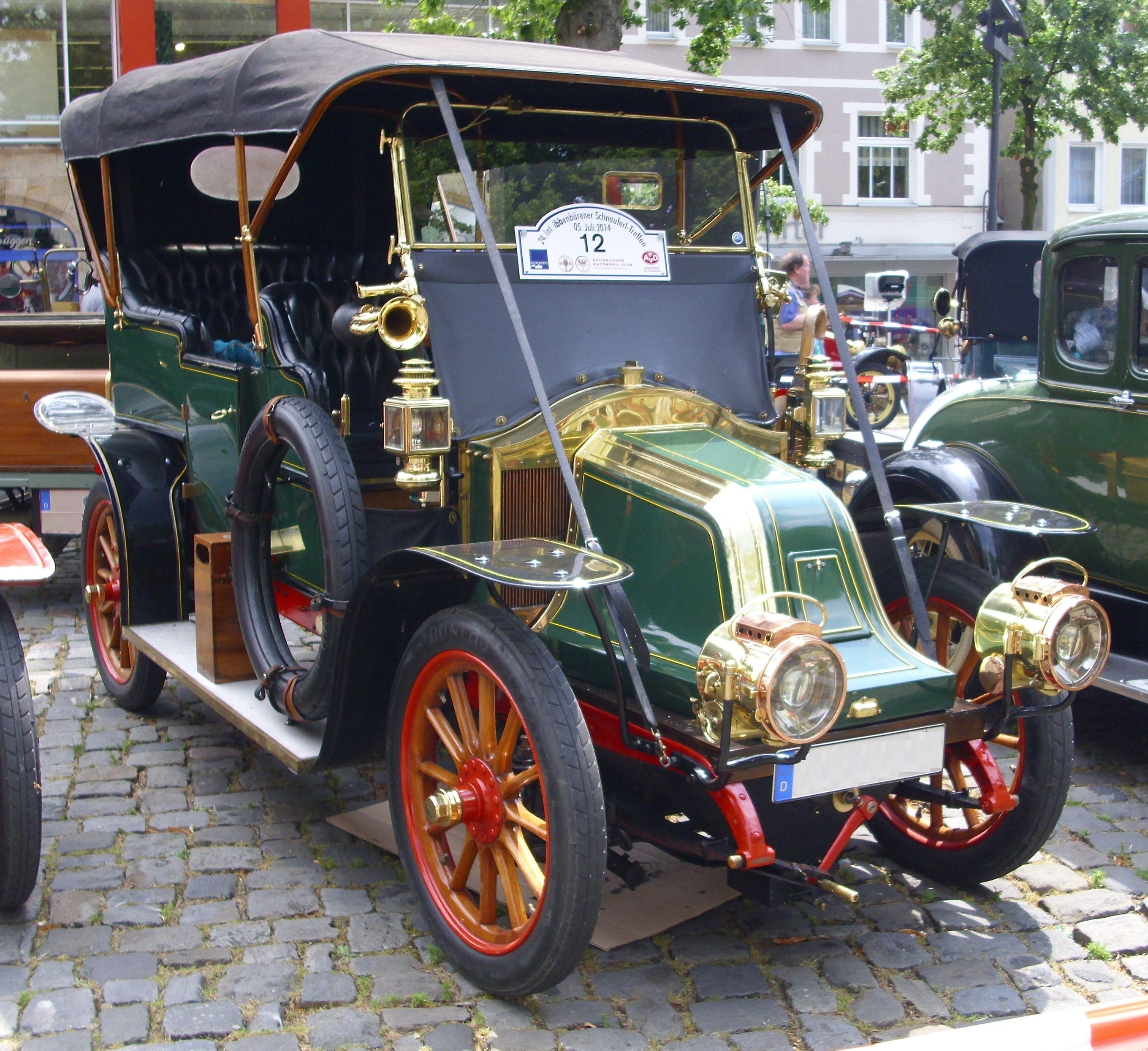
Renault Type BZ Phaeton

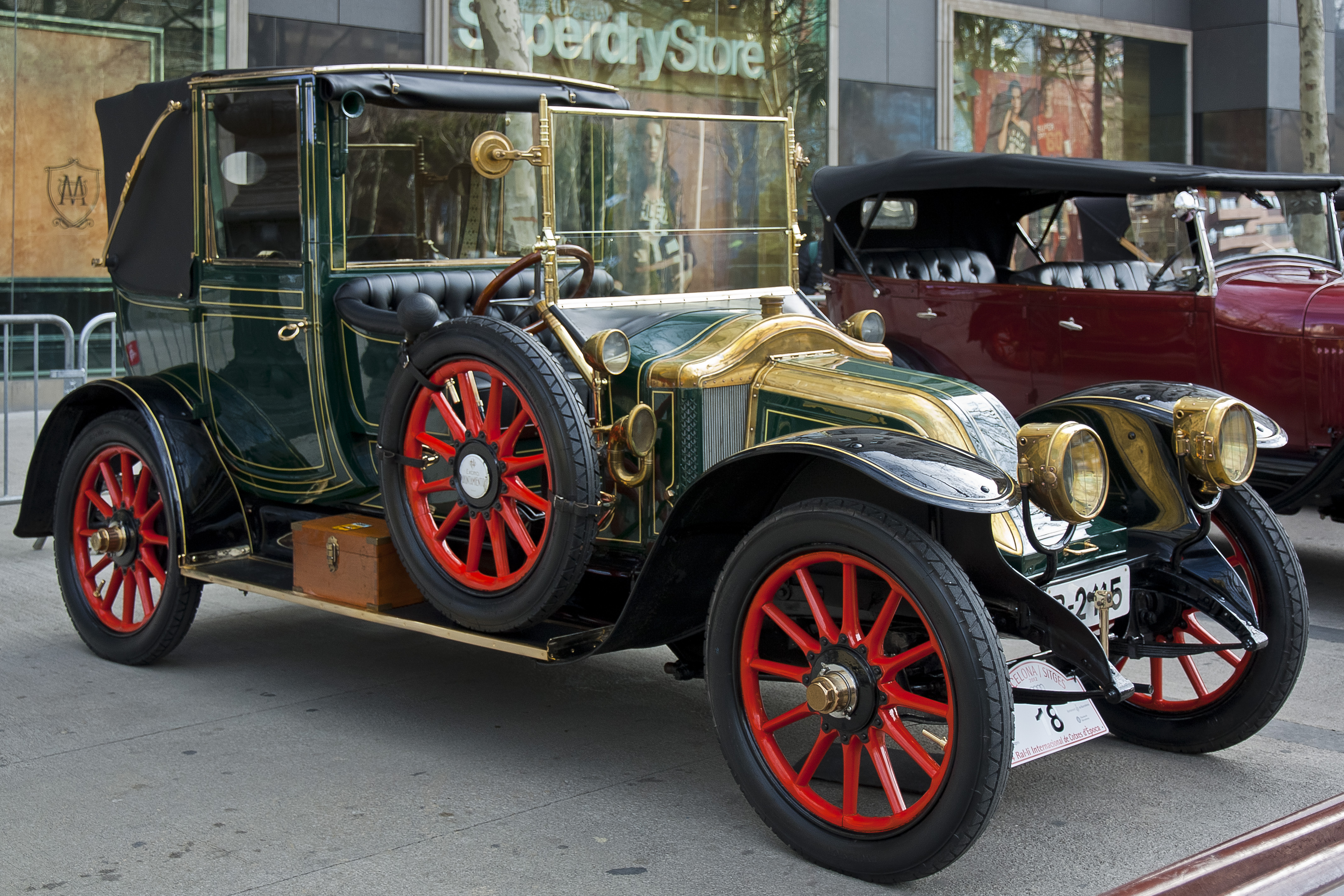
Renault Type EF Landaulet

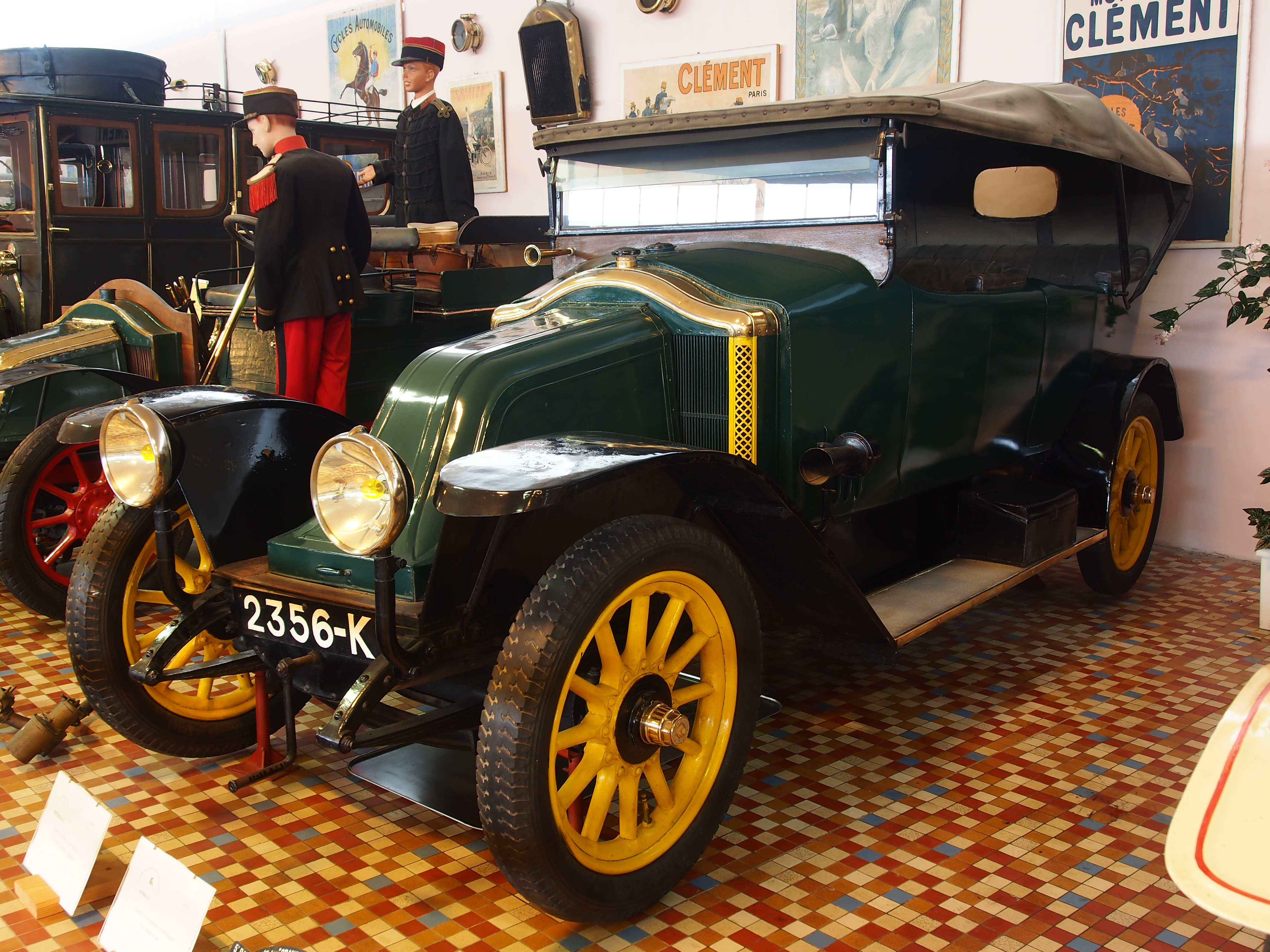
Renault Type EU